# Relación céntrica
Relación Céntrica es un concepto ampliamente estudiado en Oclusión, una rama de la Odontología, con el cual se pretende explicar la relación fisiológica que se debe establecer entre el maxilar inferior y el hueso temporal, para estudiar los movimientos mandibulares y las articulaciones témporomandibulares. Es una posición mandibular, en que las referencias son los cóndilos mandibulares. 

En torno a su significado exacto actualmente no existe consenso. Algunos autores la definen como:
a) La posición mandibular en que los cóndilos mandibulares se encuentran lo más superior, anterior y medial posible, con respecto a la vertiente posterior de la eminencia articular del hueso temporal, con el disco articular interpuesto.
b) La posición mandibular en que los cóndilos se encuentran lo más superior, posterior y medial posible, con respecto a la cavidad glenoídea del hueso temporal, con el disco articular interpuesto en su porción más media, delgada, avascular y no inervada.

c) Es la posición más retrusiva y funcional.
d) Posición condilea más alta desde la cual puede darse un movimiento de eje de bisagra ( movimiento de rotación pura)
- Datos: Q6104959

e) Relación céntrica: Posición fisiológica en que los cóndilos están en una posición no forzada superior y medial con el disco interpuesto, sin contacto dentario. Al contactar los dientes hablamos de oclusión céntrica
El concepto de Relación Céntrica (RC) sé puede explicar desde diferentes contextos: desde el punto de vista funcional, anatómico, biomecánico, de salud, instrumental y de Diagnóstico. 
Desde el punto de vista anatómico la RC se puede describir en el plano sagital como la posición más superior del cóndilo dentro de la cavidad Genoidea que le permita el espesor del disco articular, mientras  los cóndilos se articulan con la porción avascular y más delgada de sus respectivos discos, así mismo el complejo cóndilo-disco sé posiciona contra las pendientes posteriores de las eminencias articulares. Esta posición es independiente del contacto con los dientes en la naturaleza, pero en casos excepcionales se encuentra una coincidencia simultánea entre la RC y la máxima intercuspidación, así como es el objetivo de en un tratamiento terminado funcionalmente, gnatológicamente, biológicamente o bioestéticamente, 
esta posición depende también de la anatomía misma de la cavidad y del cóndilo, ya que estas estructuras pueden tener diferentes formas y tamaños, por lo tanto no siempre sus respectivas superficies articulares son congruentes, por ejemplo el cóndilo puede tener una forma redondeada y la fosa puede tener una forma triangular o viceversa, estas características anatómicas provocan que el cóndilo esté ubicado milimétricamente un poco más anterior, más posterior o este perfectamente centrado en su cavidad, esta misma relación anteroposterior se puede apreciar en el plano axial.
En el plano frontal el cóndilo debe de tener una relación de contacto indirecto con la pared interna de la fosa articular, pues el disco es el que realmente hace contacto ya que este se extiende por la cara medial del cóndilo, siendo así, el complejo cóndilo-disco debe hacer contacto con la superficie medial de la cavidad glenoidea en reposo y durante todo el recorrido de los movimientos funcionales.
Desde el punto de vista fisiológico la posición del cóndilo está determinada por el buen estado de los ligamentos y de la cápsula articular, así como  del buen estado funcional de los músculos masticatorios y del vector de sus inserciones, se dice que la RC está definida por "la pasividad del haz inferior del pterigoideo lateral" , en posición de Oclusión dental, los músculos maseteros, los temporales y el haz superior del pterigoideo externo se encuentran activos, mientras que el haz inferior del pterigoideo externo se encuentra pasivo así como los músculos suprahioideos, en reposo el músculo temporal y el haz superior se encuentra activos, mientras que los maseteros, el haz inferior del pterigoideo externo y los suprahioideos están en tono, el haz inferior del pterigoideo externo sólo está activo en el movimiento protusivo y en el de lateralidad.
Desde el punto de vista Biomecánico el cóndilo se encuentra en RC cuando éste representa el punto de apoyo de una palanca del tercer tipo, así mismo el eje de rotación se encuentra en el cóndilo cuando la mandíbula realiza un movimiento de bisagra, en esas condiciones el sistema masticatorio se encuentra estable, sano, funcional y hay homeostasis, así la mandíbula describe 2 arcos de apertura, un arco inicial que se encuentra dentro de los 15-20 mm de apertura y con un eje axial de rotación o de bisagra localizado en el cóndilo mandibular, y un segundo arco de apertura bucal final con el cóndilo en movimiento de traslación mientras el eje de rotación se rehubica del cóndilo a un puento cercano de la apófisis Odontoides de la columna cervical.
Desde el punto de vista de salud, cuando el cóndilo se encuentra en RC el paciente está estable, se encuentra cómodo, no hay signos y síntomas de enfermedad en el sistema estomatognático como dolor, sensibilidad o incomodidad, no hay hipertrofia ni hiperactividad muscular por lo tanto el paciente no padece Bruxismo, las fuerzas musculares y oclusales se encuentran dentro de rangos biológicos, no hay estrés en los tejidos y hay ausencia de desgaste dental, cúpulas inversas, abfracciones, recesiones gingivales, movilidad y pérdida dental, así como los tratamientos son estables y pasan la prueba del tiempo, no hay recidiva postortodoncia, las restauraciones no pierden el sellado marginal ni se fracturan y los implantes conservan su osteointegración a mediano o largo plazo.
Desde el punto de vista instrumental la verdadera RC sé captura en el articulador semiajustable cuando el sistema masticatorio sé Rehabilita Ortopédica y neuromuscularmente mediante el guarda oclusal, una vez que el sistema se encuentra sano se puede capturar el eje terminal de bisagra intraoralmente para después ser transferido al articulador y/o se puede reproducir el movimiento rotatorio condilar en los más modernos  imágenes 4D como el que proporciona el software ModJaw. 
Y finalmente desde el punto de vista de Diagnóstico, el eje de bisagra o eje de rotación localizado instrumentalmente del cóndilo mandibular tras la rehabilitación del sistema estomatognático es una referencia registrable, repetíble, estable y es el punto de partida para el Diagnóstico definitivo y la reconstrucción final del sistema dento-maxilar.